# Kono Bijutsubu ni wa Mondai ga Aru!
Kono Bijutsubu ni wa Mondai ga Aru! (この美術部には問題がある! lit. ¡Este club de arte tiene un problema!?), acortado como Konobi (この美?), es una serie de manga escrita e ilustrada por Imigimuru. Comenzó su serialización en la edición de diciembre de 2012 de la revista Dengeki Maoh de ASCII Media Works. Una adaptación a anime de Feel se emitió entre el 7 de julio y el 21 de septiembre de 2016.

### Sinopsis
Mizuki Usami es una miembro apasionada del club de arte de su escuela, pero el club tiene un problema: ¡Usami es la única miembro que se toma en serio su oficio! El perezoso presidente del club duerme constantemente durante las actividades y Collette no ha asistido regularmente a las actividades del club en bastante tiempo. Uchimaki Subaru, a pesar de ser un artista excepcional que podría ganar un premio si lo intentara, está obsesionado con dibujar a la esposa perfecta en 2D.

### Personajes

#### Principales
Mizuki Usami (宇佐美 みずき, Usami Mizuki?)
 Seiyū: Ari Ozawa
El miembro femenino del Club de Arte que sirve como el único miembro con sentido común del grupo. Ella está enamorada de Subaru, pero lo niega y a veces trata de ocultarlo con sus actos tsundere.
Subaru Uchimaki (内巻 すばる, Uchimaki Subaru?)
 Seiyū: Yūsuke Kobayashi
Un miembro del Club de Arte que no está interesado en la chicas 3D y siempre está dibujando chicas 2D, esperando que un día el pudiera encontrar a la esposa (2D) perfecta, a pesar de que el fácilmente podría ganar cualquier concurso de arte si lo intentara.
Colette (コレットさん, Koretto-san?)
 Seiyū: Sumire Uesaka
Llamada muy a menudo por todos, a excepción de Subaru como Cole-chan (コレちゃん Kore-chan?). Una miembro del Club de Arte que solo ha estado en Japón por 6-7 años. Cursa el primer año. Ella es muy curiosa. Su frente es dibujada brillante a veces. Un año antes de entrar a la academia, se encuentra con Subaru y Usami en la primera vez que Moeka se pierde.
Presidente (部長, Buchō?)
 Seiyū: Kentarō Tone
Presidente del Club de Arte y un estudiante de tercer año. A pesar de su posición, él lo único que hace en el salón del club es dormir.
Maria Imari (伊万莉まりあ, Imari Maria?)
 Seiyū: Nao Tōyama
Una estudiante de intercambio de la clase de Subaru quien se convirtió instantáneamente popular por su apariencia. Pero ella realmente es una chūnibyō quien comparte intereses con Subaru, mucho para los celos de Mizuki.
Yumeko Tachibana (立花 夢子, Tachibana Yumeko?)
 Seiyū: Nana Mizuki
Supervisora del Club de Arte, a pesar de que no sabe nada de arte y es torpe.

#### Otros
Nonoka (ののか?)
Amiga de la infancia del Presidente quien a menudo coquetea con él cómicamente. Ella lo llama "Yō-chan".
Yukio Koyama (小山 幸夫, Koyama Yukio?)
 Seiyū: Hirohiko Kakegawa
El supervisor original del Club de Arte, quien le pasó el trabajo a Yumeko.
Kaori Ayase (綾瀬 かおり, Ayase Kaori?)
 Seiyū: Sora Tokui
La mejor amiga de Mizuki quien siempre lleva un lazo rojo en su cabeza.
Sayaka Honda (本多 さやか ,Honda Sayaka?)
 Seiyū: Chiaki Shimogama
La mejor amiga de Mizuki que es un miembro del Club de Periodismo.
Ryōko Kunigawa (国川 涼子, Kunigawa Ryouko?)
 Seiyū: Kana Marutsuka
La mejor amiga de Mizuki. Lleva lentes rojos.
Moeka (萌香?)
 Seiyū: Aimi Tanaka
Una niña de 4 años que originalmente apareció como una niña perdida. Resultó ser la nieta de Yukio Koyama, anterior supervisor del club de arte. Una de sus metas es pertenecer algún día a un club de arte.
Shizuka (静香?)
 Seiyū: Mikako Komatsu
La madre de Moeka. Hija de Yukio Koyama.
Magical Ribbon
 Seiyū: Ayane Sakura
El personaje favorito de Subaru.

## Medios de comunicación

### Manga
Kono Bijutsubu ni wa Mondai ga Aru! es escrito e ilustrado por Imigimuru. Comenzó su serialización con la edición de diciembre de 2012 de la revista Dengeki Maoh de ASCII Media Works. El primer volumen tankōbon fue publicado el 27 de mayo de 2013; han sido publicados 8 volúmenes hasta el 27 de septiembre de 2017.

### Anime
Una adaptación a anime producida por Feel se emitió entre el 7 de julio y el 21 de septiembre de 2016. El opening es "Starting Now!" interpretado por Nana Mizuki, y el ending es "Koisuru Zukei (cubic futurismo)" (恋する図形 (cubic futurismo) lit. "Figuras Enamoradas (futurismo cúbico)") interpretado por Sumire Uesaka. La serie será publicada en una compilación de 6 volúmenes Blu-ray y DVD entre el 28 de septiembre de 2016 y el 22 de febrero de 2017.

#### Lista de episodios
| Núm. | Título | Fecha de emisión         |
| ---- | --- | ------------------------ |
| 1    | "Esta gente tiene problemas" "Mondai ga Aru Hitotachi" (問題がある人たち)                                     | 7 de julio de 2016       |
| 1    | "Adiós, Uchimaki-kun" "Sayonara Uchimaki-kun" (さよなら内巻くん)                                              | 7 de julio de 2016       |
| 2    | "El caso del asesinato del presidente del club de arte" "Bijutsubu Buchō Satsujin Jiken" (美術部部長殺人事件) | 14 de julio de 2016      |
| 2    | "Buen chico, mal chico, chico perdido" "Ii Ko Warui Ko Maigo no Ko" (良い子悪い子迷子の子)                    | 14 de julio de 2016      |
| 2    | "Love Letter Panic" "Rabu Retā Panikku" (ラブレターパニック)                                                  | 14 de julio de 2016      |
| 3    | "¿Dónde está la cosa que estás buscando?" "Sagashi Mono wa Doko e Itta?" (さがしものはどこへいった？)         | 21 de julio de 2016      |
| 3    | "Short Bob" "Shōto Bobu" (ショートボブ)                                                                       | 21 de julio de 2016      |
| 3    | "Beso indirecto" "Kansetsu Kissu" (缶接キッス)                                                                | 21 de julio de 2016      |
| 4    | "Bienvenido al club de arte" "Bijutsubu e Yōkoso" (美術部へようこそ)                                          | 28 de julio de 2016      |
| 4    | "El paseo de Cole" "Kore Sanpo" (コレさんぽ)                                                                  | 28 de julio de 2016      |
| 4    | "Poco a poco, parte por parte" "Sukoshi Zutsu, Chotto Zutsu" (少しずつ、ちょっとずつ)                         | 28 de julio de 2016      |
| 5    | "Tren del desentendimiento" "Kanchigai Torein" (勘違いトレイン)                                               | 4 de agosto de 2016      |
| 5    | "Una paloma, una sirena y limpieza en la piscina" "Hato to Ningyo to Pūru Sōji" (ハトと人魚とプール掃除)      | 4 de agosto de 2016      |
| 6    | "La misteriosa chica linda de intercambio" "Nazo no Bishōjo Tenkōsei" (謎の美少女転校生)                      | 11 de agosto de 2016     |
| 6    | "Una pareja curiosa" "Ki ni Naru Futari" (気になる2人)                                                        | 11 de agosto de 2016     |
| 7    | "¿Nuestra primera petición de la junta...?" "Hajimete no Kyōdō Sagyō...?" (はじめての共同作業...?)            | 18 de agosto de 2016     |
| 7    | "Master Imari" "Masutā Imari" (マスター伊万莉)                                                                | 18 de agosto de 2016     |
| 8    | "El cuarto secreto" "Himitsu no Heya" (秘密の部屋)                                                            | 25 de agosto de 2016     |
| 8    | "Let's Treasure Hunt" "Rettsu Torejā Hanto" (れっつとれじゃーはんと)                                          | 25 de agosto de 2016     |
| 9    | "¡Encontrar el grimorio!" "Madōsho o Oe!" (魔導書を追え!)                                                     | 1 de septiembre de 2016  |
| 9    | "El desafiante regresa" "Chōsensha Futatabi" (挑戦者ふたたび)                                                 | 1 de septiembre de 2016  |
| 9    | "El paseo de Moe" "Moe Sanpo" (もえさんぽ)                                                                    | 1 de septiembre de 2016  |
| 10   | "Turquoise Blue de nostalgia" "Omoide no Tākoizu Burū" (思い出のターコイズブルー)                             | 8 de septiembre de 2016  |
| 10   | "La escuela atiborrada de Usami" "Usami Juku" (宇佐美塾)                                                      | 8 de septiembre de 2016  |
| 10   | "Buster Kaori" "Basutā Kaori" (バスターかおり)                                                                | 8 de septiembre de 2016  |
| 11   | "¡Unidad! ¡Latas vacías! ¡Festival cultural!" "Danketsu! Aki Kan! Bunkasai!" (団結! 空き缶! 文化祭!)          | 15 de septiembre de 2016 |
| 12   | "Desde ahora" "Korekara Saki mo" (これからさきも)                                                             | 22 de septiembre de 2016 |